# Tabanera la Luenga
Tabanera la Luenga est une commune de la province de Ségovie dans la communauté autonome de Castille-et-León en Espagne.

## Sites et patrimoine
- Église paroissiale San Vicente Mártir
- Chapelle Santo Cristo de la Veracruz